# Eupithecia fenestrata
Eupithecia fenestrata är en fjärilsart som beskrevs av Pierre Millière 1874. Eupithecia fenestrata ingår i släktet Eupithecia och familjen mätare. Inga underarter finns listade i Catalogue of Life.